# S/2004 S 12
 S/2004 S 12 je retrogradni naravni satelit Saturna iz Nordijske skupine.

## Odkritje in imenovanje
Luno S/2004 S 12 so odkrili  Scott S. Sheppard, David C. Jewitt, Jan Kleyna in Brian G. Marsden 4. maja leta 2005 na posnetkih, ki so jih naredili med 12. decembrom 2004 in 9. marcem 2005.